# Yardang

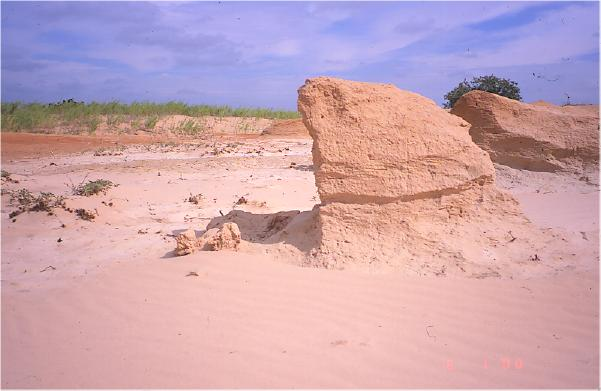
Un yardang près de Meadow, au Texas.

Un yardang est une crête rocheuse créée par l'érosion éolienne dans un milieu désertique. Les yardangs sont de forme allongée, au moins trois fois plus longs que larges. Vus de dessus, ils ressemblent à la coque d'un bateau ou, en forme réduite, aux pierres ponces de nos salles de bains. Le côté « au vent » est abrupt, souvent vertical. Le côté « sous le vent » est en pente douce. Forme d'abrasion éolienne, ses profils sont inverses de ceux d'une barkhane, qui au contraire est une forme d'accumulation éolienne.

## Étymologie
Le mot yardang est originaire des  langues turques, il signifie « rive abrupte » et a été utilisé pour la première fois dans le monde anglophone par le géographe suédois Sven Hedin (1865–1952), d'après le dictionnaire américain Webster's Third New International Dictionary (en),,. D'après le journal chinois Le Quotidien du peuple, il vient de la langue ouïghoure (يارداڭ, translittération : yardang) et signifie « colline aux parois escarpées ».

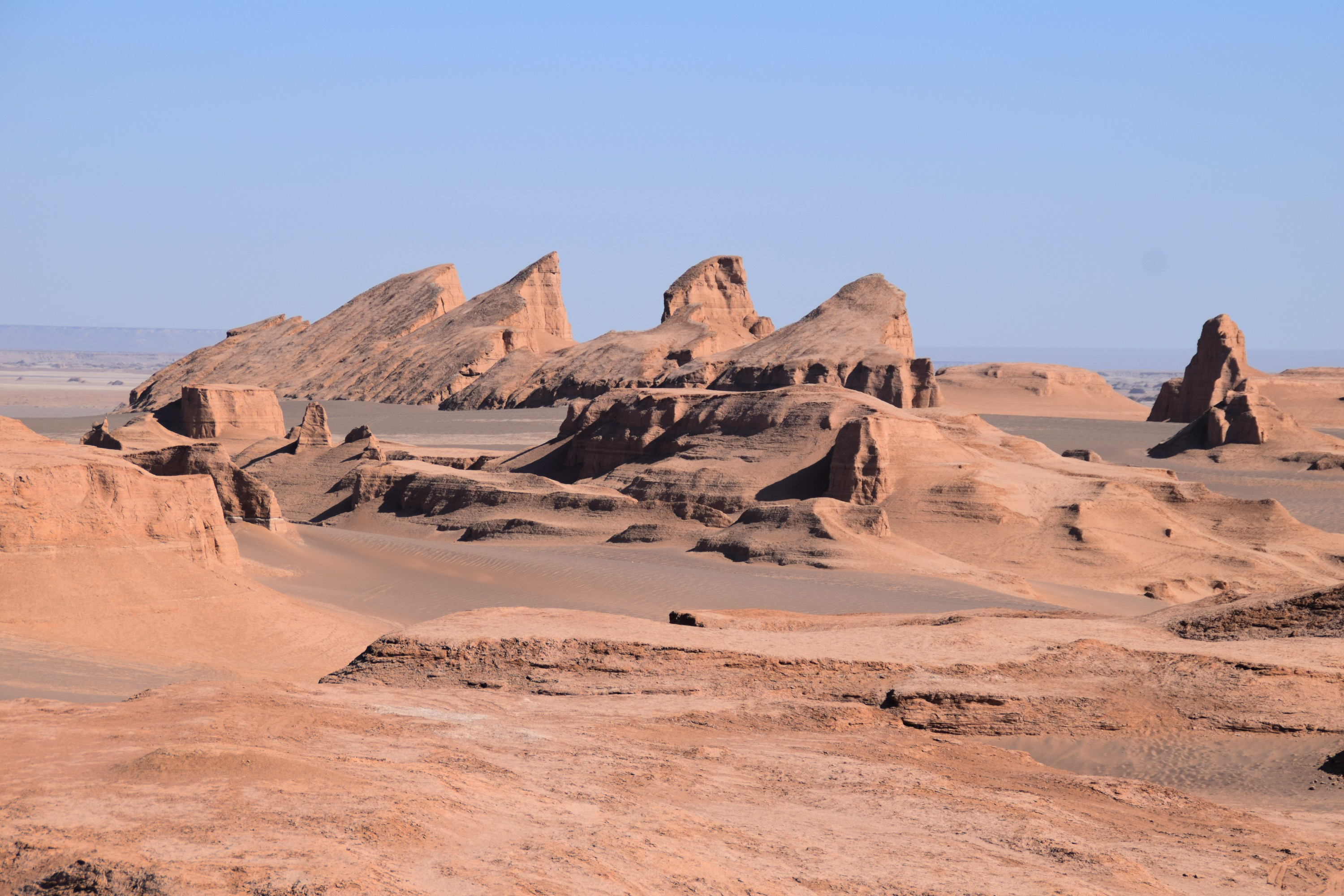
Kalout, Dasht-e-Lout, Iran, 21.09.2015 02

Sur le plateau iranien, ce type d'érosion est très largement développée et est connue sous le nom persan de kalut.
On en trouve également en Chine, concentrés dans les bassins de la région autonome du Xinjiang, ainsi qu'à l'Ouest de la province du Gansu, et dans le bassin du Qaidam dans la province du Qinghai. La Chine a tenté de placer en 2015 le Géoparc national de Dunhuang Yardang au niveau du patrimoine mondial de l'UNESCO.

## Description

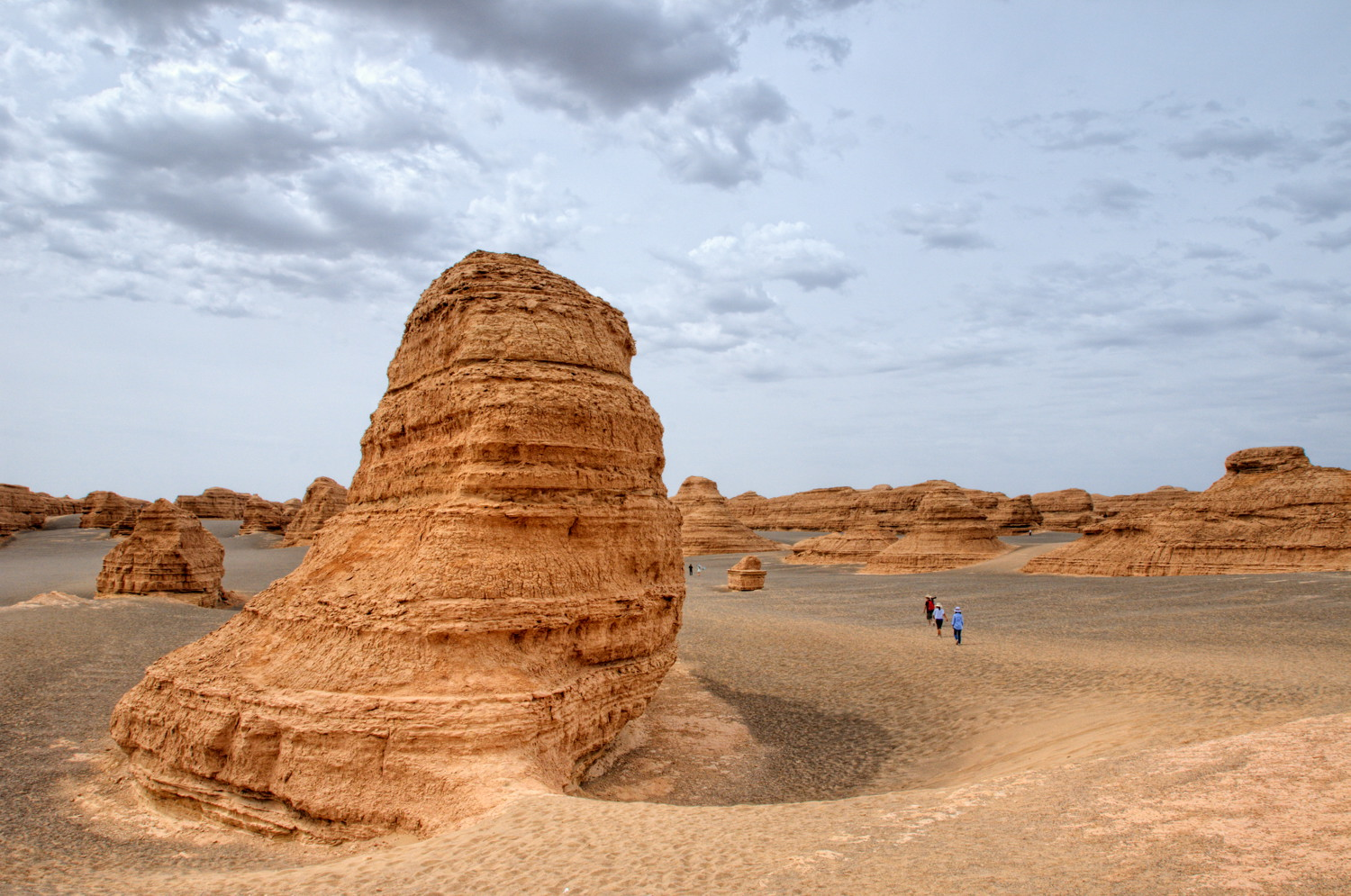
Géoparc national de Dunhuang Yardang, Chine

Ce sont des crêtes, qui peuvent s'allonger sur des centaines de mètres, formées par l'érosion de couches rocheuses alternativement tendres et dures. Les yardangs se rencontrent dans la plupart des déserts du monde. Suivant les vents et la composition des dépôts, ils peuvent ressembler à des formes étranges, objets, constructions, voire des personnages.